# 烏斯季-普蒂拉
48°5′52″N 25°6′20″E / 48.09778°N 25.10556°E

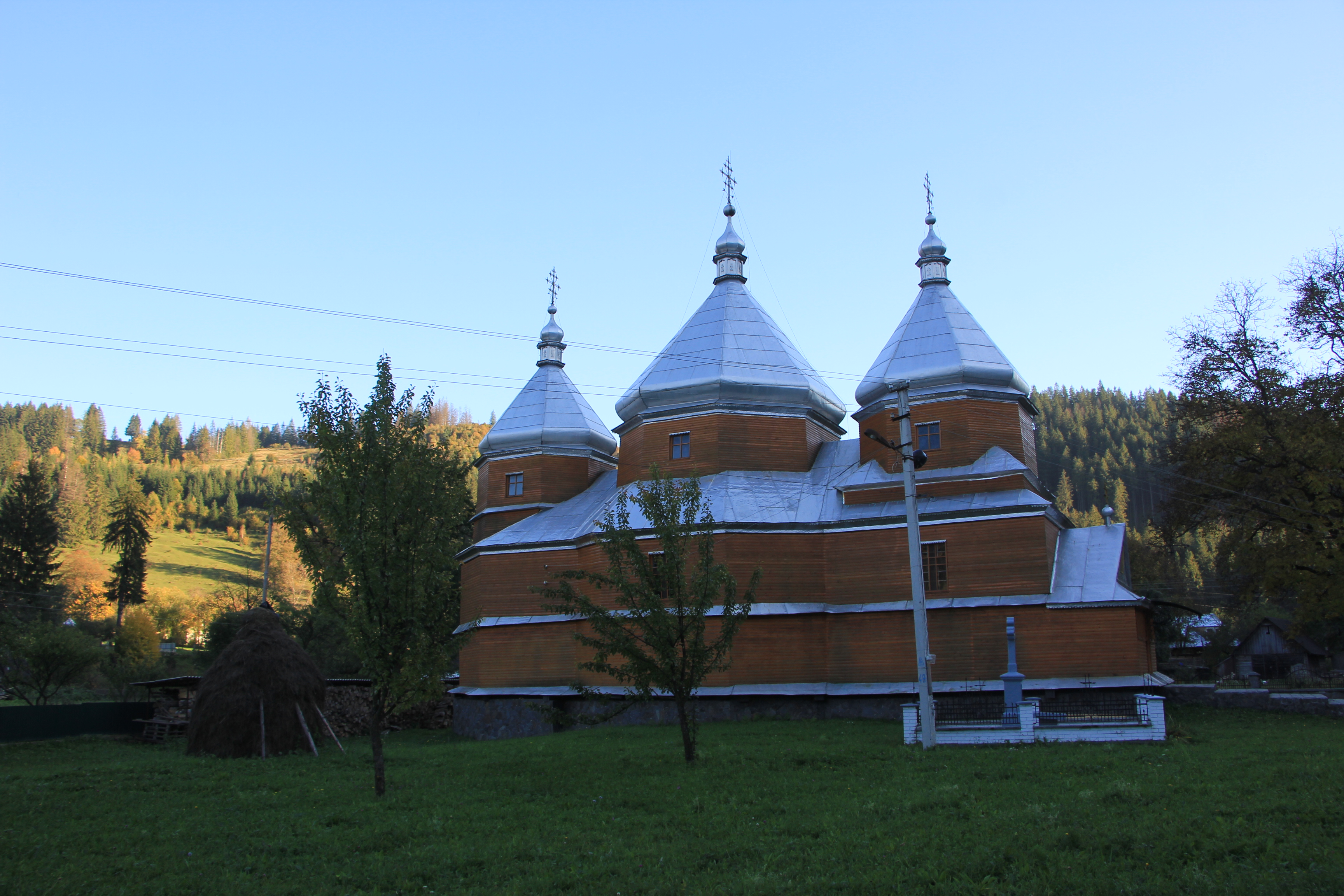
当地教堂

烏斯季-普蒂拉（烏克蘭語：Усть-Путила）是位於烏克蘭西南部的村莊，由切爾諾夫策州維日尼察區的烏斯季-普蒂拉市鎮負責管轄，並為該市鎮的行政中心。該村處於普蒂爾卡河和切雷莫什河的匯流處，海拔高度1,183米，2001年人口623。